# Monti Urušinskij
I monti Urušinskij (in russo Урушинский хребет?) sono una catena montuosa della Siberia Orientale, in Russia. Si trovano nel Territorio della Transbajkalia e nell'Oblast' dell'Amur, fanno parte dell'altopiano Olëkminskij Stanovik. Prendono il nome dal fiume Uruša che da essi ha origine.
Gli Urušinskij rappresentano un ponte tra le catene montuose Zapadnyj Ljundor e Dželtulinskij Stanovik. La catena inizia a ovest, alle sorgenti dei fiumi Njukža e Urka e si estende per 70 km in direzione nord-est, fino alla Dželtulinskij Stanovik, con la quale si unisce alla sorgente della Malaja Njukža. La larghezza massima della cresta (insieme ai contrafforti meridionali) raggiunge i 60 km. Le altezze prevalenti sono 1 000-1 400 m, la massima è 1 600 m.
Il crinale è composto principalmente da rocce di formazioni tardo Archeano. La parte principale della cresta è di natura medio-montana, i contrafforti meridionali sono di bassa montagna. Prevalgono i pendii di piccola e media pendenza. I principali tipi di paesaggio sono la taiga di montagna e i boschi prealpini.